# 博戈羅茨科耶區

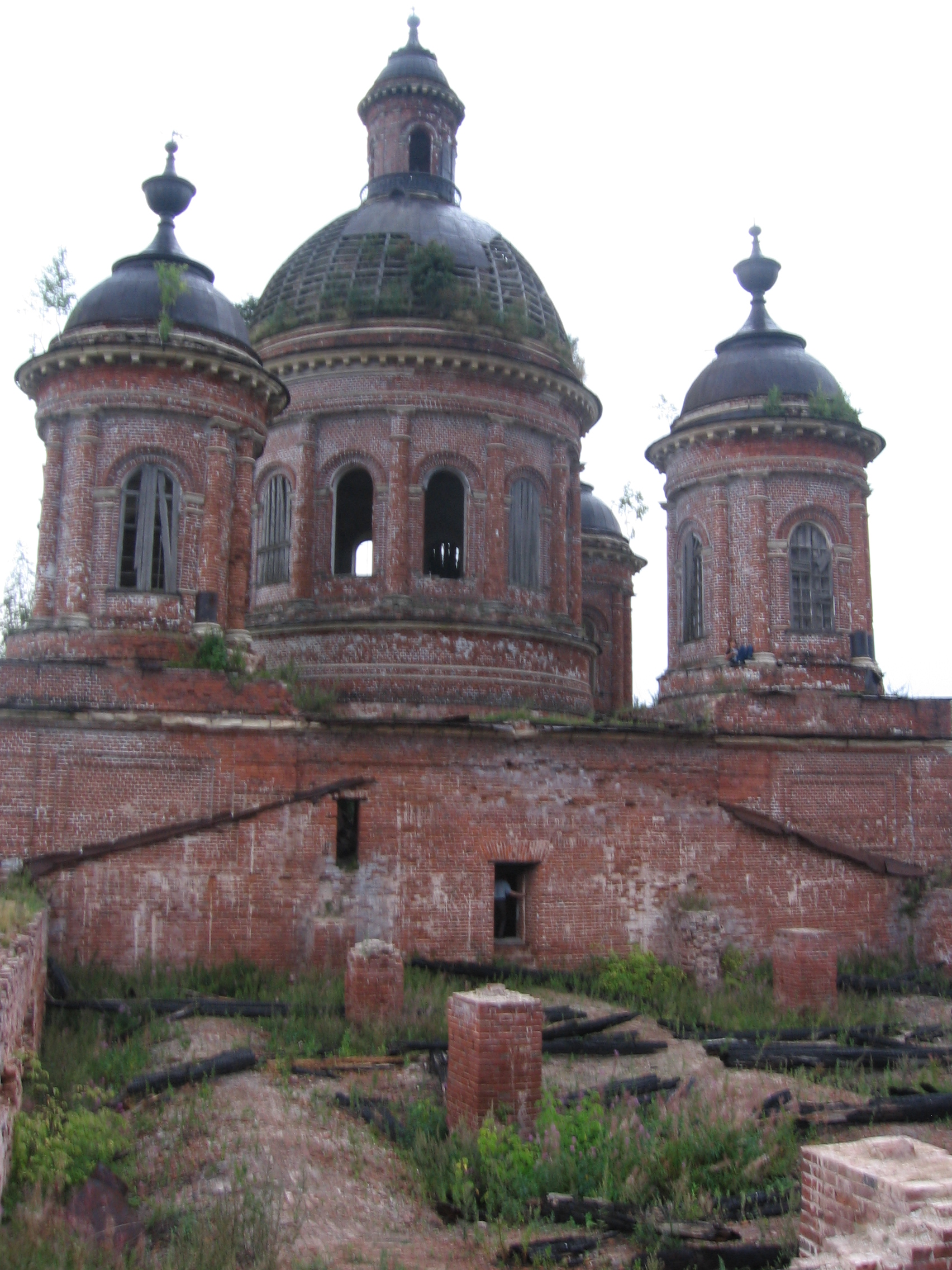

57°50′06″N 50°44′58″E / 57.83500°N 50.74944°E
博戈羅茨科耶區（俄语：Богородский район），是俄羅斯的一個區，位於該國西部，由基洛夫州負責管轄，面積1,443平方公里，2010年該區人口5,015，人口密度每平方公里3.48人。